# Orcières
Orcières je zimskošportno središče in občina v jugovzhodnem francoskem departmaju Hautes-Alpes regije Provansa-Alpe-Azurna obala. Leta 2006 je naselje imelo 725 prebivalcev.

## Geografija
Kraj leži v goratem predelu pokrajine Daufineje ob reki Drac Noir, 36 km severovzhodno od središča departmaja Gapa. Vzhodno od kraja se razprostira francoski narodni park Écrins.

## Administracija
Orcières je sedež istoimenskega kantona, v katerega sta poleg njegove vključeni še občini Champoléon in Saint-Jean-Saint-Nicolas s 1.704 prebivalci.
Kanton je sestavni del okrožja Gap.